# Мартін Саморський
Ма́ртін Само́рський (порт. Martin de Zamora; ? — 6 грудня 1383) — португальський католицький священник. Єпископ Лісабонський (1379—1387) і Сілвеський (1373—1379). Архієпископ Бразький (1372—1373). Народився в Саморі, Кастилія. Після схизми 1378 року підтримував антипапу Климента VII. Виступав його представником в Португалії, отримав від нього Лісабонську катедру (1379). Був послом португальського короля Фернанду I у Франції (1380). На початку португальського міжкоролів'я допомагав легітимному режимові непопулярної королеви-регентші Леонори (1383). Загинув під час Лісабонського повстання: міщани скинули його з дзвіниці, закаменували і кинули на поталу собакам. Через 17 днів антипапа Климент VII призначив його кардиналом, не знаючи про смерть.

## Імена
- Ма́ртін, або Ма́ртин (лат. Martinus) — у латинських документах.
- Марті́ньо (ісп. Martinho) — в іспанських документах, зменшувальне від Мартин.
- Марті́ню (порт. Martinho) — у португальських документах.
- Ма́ртін Лісабо́нський (порт. Martin de Lisboa) — за назвою єпископства.
- Ма́ртін Португа́льський (лат. Martinus Lusitanus; ісп. Martin de Portugal)
- Ма́ртін Само́рський (порт. Martinho de Zamora) — за місцем народження.
- Ма́ртін Сілве́ський (порт. Martinho de Silves) — за назвою єпископства.

## Біографія
Мартін походив із леонського міста Самора в Кастильській Короні. Він був ліцензіатом з канонічного права, працював пріором Вімарським у Бразькій архідіоцезії.
18 лютого 1372 року Мартіна призначили архієпископом Бразьким і примасом Португалії після смерті бразького архієпископа Васко Толедського. Папа Григорій XI не визнав цього призначення, тому митрополичу катедру він займав неофіційно.
9 лютого 1373 року Мартін став єпископом Сілвеським, головою церкви у Алгарвській провінції. Він зайняв цей пост 7 травня наступного року.
1377 року папа Григорій XI поставив Мартіна одним із суддів у процесі над бразьким архієпископом Лоренсу. Його вирок був анульований наступним папою Урбаном VI.
1378 року в Католицькій церкві стався розкол на дві групи — прибічників легітиного папи Урбана VI й авіньйонського антипапи Климента VII. Мартін залишався покірним останньому. 7 лютого 1379 року антипапа призначив його єпископом Лісабонським, а 5 травня той офіційно зайняв столичну катедру. Як зазначає португальський хроніст Фернан Лопеш, Мартін був ученим мужем, добрим церковником й вміло керував справами діоцезії. На противагу йому легітимний папа призначив головою Лісабонської церкви свого протеже, француза Жана де Агу, але той так і не потрапив до Португалії.
Після поразок у війнах з Кастилією португальський король Фернанду I був змушений підтримати антипапу, оскільки того спонсорувала Франція, союзник кастильців у Столітній війні. У зв'язку з цим 14 липня 1380 року король вислав Мартіна послом до французького Карла V.
1382 року Мартін брав участь у розробці португальсько-кастильського мирного договору разом із коїмбрським єпископом Хуаном Кабесою-де-Вакою і гуардським єпископом Афонсу Коррейєю. За умовами цієї угоди португальська інфанта Беатриса, донька португальського короля Фернанду I, мусила одружися із кастильським королем Хуаном І.
22 жовтня 1383 року Фернанду І помер, не залишивши по собі інфанта-спадкоємця. Трон мусив перейти його доньці Беатрисі, нареченій кастильського короля Хуана І, а згодом — її дітям, кастильським королям. Допоки донька лишалася неповнолітньою, Португалією правила регентша, королева-вдова Леонора. За цих обставин Португалія поступово поглиналася Кастилією. Лісабонський єпископ Мартін входив до числа тих, хто підтримував так розвиток подій. Йому протистояла анти-кастильська партія патріотів, очолюваних авіським магістром Жуаном, звідним братом покійного Фернанду І.
6 грудня 1383 року спалахнуло Лісабонське повстання. Авіський магістр убив коханця королеви-регентші графа Андейро, голову прокастильської партії в португальському уряді. Королівський канцлер Алвару Пайш, прибічник повсталих, віддав розпорядження, аби усі дзвони міста сповістили цю радісну звістку. Єпископ Мартін відмовився виконувати наказ й заперся на сім замків у Лісабонському соборі. Це сильно розлютило мешканців столиці. Мер Сілвештре Ештевеш разом із членами магістрату залізли на соборну башту за поясненнями. Коли ж Мартін проігнорував їх, розгніваний натовп скинув його додолу. Єпископ розбився у дворі. Бунтарі роздягали його і закидали камінням як «розкольника» і «кастильця». Потім його оголене тіло протягли міськими вулицями і кинули на поталу собакам на площі Россіу. Наступного дня, через нестерпний сморід, уцілілі рештки ієрарха поховали на тій же площі. Незважаючи на те, що Мартін був ставлеником антипапи, лісабонці згодом принесли свої вибачення Святому Престолу за те, що убили власного єпископа.
23 грудня того ж року, коли відомості про мученицьку смерть Мартіна ще не досягли Авіньйона, антипапа Климент VII призначив його кардиналом на 4-й консисторії свого понтифікату.